# Змінна стану
Змінна стану — одна зі змінних, які використовуються для опису математичного «стану» динамічної системи. Стан системи достатньо описує систему, щоб визначити її майбутню поведінку за відсутності будь-яких зовнішніх сил, що впливають на систему. Моделі, які складаються з пов'язаних диференціальних рівнянь першого порядку, називають моделями у формі змінного стану.

## Приклади
- У механічних системах координати положення та швидкості механічних частин є типовими змінними стану; знаючи їх, можна визначити майбутній стан об'єктів у системі.
- У термодинаміці змінна стану є незалежною змінною функції стану. Приклади включають внутрішню енергію, ентальпію, температуру, тиск, об'єм і ентропію. Теплота і робота — не є функціями стану, це функції процесу.
- В електронних/електричних схемах напруга вузлів, струм через компоненти в схемі зазвичай є змінними стану. У будь-якому електричному колі кількість змінних стану дорівнює кількості (незалежних) запам'ятовуючих елементів, якими є котушки індуктивності та конденсатори. Змінна стану для котушки індуктивності — це струм через котушку індуктивності, а для конденсатора — напруга на конденсаторі.
- У моделях екосистем розміри популяцій (або концентрації) рослин, тварин і ресурсів (поживних речовин, органічного матеріалу) є типовими змінними стану.

## Системи управління
В теорії автоматичного керування та інших галузях науки та техніки змінні стану використовуються для представлення станів у загальній системі. Набір можливих комбінацій значень змінних стану називається простором станів системи. Рівняння, що пов'язують поточний стан системи з її останнім вхідним і попереднім станами, називаються рівняннями стану. Рівняння, що виражають значення вихідних змінних через змінні стану та вхідні дані, називаються вихідними рівняннями. Як показано нижче, рівняння стану та вихідні рівняння для лінійної інваріантної в часі системи можна виразити за допомогою матриць коефіцієнтів: {\displaystyle A,B,C} і {\displaystyle D}
{\displaystyle A\in \mathbb {R} ^{N\times N},B\in \mathbb {R} ^{N\times L},C\in \mathbb {R} ^{M\times N},D\in \mathbb {R} ^{M\times L}}
де {\displaystyle N,L} і {\displaystyle M} — розміри векторів, що описують стан, вхіді та вихіді значення відповідно.

### Системи з дискретним часом
Вектор стану {\displaystyle x[n]} (або вектор змінних стану) представляє поточний стан системи з дискретним часом (тобто цифрової системи), де {\displaystyle n} є дискретною точкою часу в якій оцінюється стан системи.
Рівняння стану з дискретним часом:
{\displaystyle x[n+1]=Ax[n]+Bu[n].}
Це рівняння описує наступний стан системи {\displaystyle x[n+1]} відносно поточного стану та вхідного значення {\displaystyle u[n]} системи.
Вихідне рівняння:
{\displaystyle y[n]=Cx[n]+Du[n],}
описує вихідне значення {\displaystyle y[n]} відносно поточного стану та вхідного значення {\displaystyle u[n]} системи.

### Системи безперервного часу
Вектор стану {\displaystyle x[t]} представляє поточний стан системи безперервного часу (тобто аналогової системи), а рівняння стану безперервного часу що описує зміну вектора стану, є
{\displaystyle {\frac {dx(t)}{dt}}=Ax(t)+Bu(t),}
яке описує безперервну швидкість зміни {\displaystyle {\frac {dx(t)}{dt}}} стану системи відносно поточного стану {\displaystyle x(t)} і вхідних значень {\displaystyle u(t)} системи. Вихідне рівняння:
{\displaystyle y(t)=Cx(t)+Du(t)}
яке описує вихідне значення {\displaystyle y(t)} в залежного від поточного стану {\displaystyle x(t)} і значення {\displaystyle u(t)}.